# TV Feira
TV Feira é uma emissora de televisão brasileira sediada em Feira de Santana, cidade do estado da Bahia. Opera no canal 2 (18 UHF digital) e é afiliada à TV Brasil. Pertence à Prefeitura Municipal de Feira de Santana, sendo gerida pela Secretaria Municipal de Comunicação Social.

## História
Em 22 de dezembro de 2020, o Ministério das Comunicações consignou à Empresa Brasil de Comunicação uma geradora no canal 18 UHF digital de Feira de Santana. O canal seria utilizado pela Secretaria Municipal de Comunicação Social da Prefeitura Municipal de Feira de Santana com o intuito de lançar uma emissora pública de programação generalista.
A emissora foi nomeada "TV Feira" e passou a atuar em fevereiro de 2021, produzindo reportagens para as redes sociais virtuais e site da prefeitura, além dos telejornais da TV Brasil, rede com a qual o canal anunciou afiliação.
Quase dois anos após receber sua concessão, a TV Feira entrou no ar em 1° de julho de 2022 pelo canal 2 virtual, retransmitindo a programação da TV Brasil e tornando-se a segunda estação de televisão de Feira de Santana, após a TV Subaé, inaugurada em 1988. À época, a sede da emissora, localizada na Avenida Sampaio, ainda estava em fase de construção.
Em 26 de dezembro de 2022, a TV Feira passou a produzir e transmitir conteúdo local em fase de testes, contando inicialmente com 1 hora e meia de programação própria. Em 3 de setembro de 2023, o especial Maria Quitéria, Heroína da Independência, produzido pela emissora, foi exibido em rede nacional pela TV Brasil no programa Caminhos da Reportagem.
Em 4 de abril de 2024, a TV Feira foi apontada pela Empresa Brasil de Comunicação (EBC) como modelo para a TV pública de Indaiatuba, São Paulo. Durante a visita, Graziela Milan, secretária de Indaiatuba, demonstrou interesse em utilizar esse modelo para criar uma TV com baixo custo e estrutura para fornecer mais informações à população. Durante a visita, foram apresentados detalhes sobre como a TV Feira foi implementada e sua estrutura atual.

## Programas
Além de retransmitir a programação nacional da TV Brasil, a TV Feira produz e exibe os seguintes programas:
- Aqui Tem História, Véi!: Jornalístico sobre história, com Rose Amorim;
- Giro da Semana: Jornalístico, com Rafael Marques;
- Giro de Notícias: Boletim informativo;
- Memorial da Feira: Documentários;
- Pauta Saúde: Jornalístico sobre saúde, com Louise Farias;
- Relaxe Cultural: Variedades, com Manu Sena;
- Tô no Meu Direito: Jornalístico sobre direito, com Rose Amorim;
- Trampos da Feira: Jornalístico sobre emprego, com Gilvan Rodrigues;
- Se Liga Feira: Podcast, com Júlia Lorrana e Rapha Fernandes;

## Sinal digital
| Canal virtual | Canal digital | Resolução de tela | Programação                         |
| ------------- | ------------- | ----------------- | ----------------------------------- |
| 2.1           | 18 UHF        | 1080i             | Programação da TV Feira / TV Brasil |

Ao iniciar suas operações em sinal aberto, a TV Feira incluiu a TV Brasil 2, o Canal Educação e o Canal Saúde nos subcanais 2.2, 2.3 e 2.4. Os subcanais foram desativados quando o canal passou a gerar programação local.